# Puerto Encinal
Puerto Encinal är en ort i Mexiko.   Den ligger i kommunen Xilitla och delstaten San Luis Potosí, i den centrala delen av landet, 210 km norr om huvudstaden Mexico City. Puerto Encinal ligger 947 meter över havet och antalet invånare är 384.
Terrängen runt Puerto Encinal är kuperad åt nordost, men åt sydväst är den bergig. Terrängen runt Puerto Encinal sluttar österut. Runt Puerto Encinal är det ganska tätbefolkat, med 96 invånare per kvadratkilometer. Närmaste större samhälle är Xilitla, 5,7 km norr om Puerto Encinal. I omgivningarna runt Puerto Encinal växer i huvudsak städsegrön lövskog.